# Alison Goldfrapp
Alison Elizabeth Margaret Goldfrapp (ur. 13 maja 1966 w Enfield w Londynie) – angielska wokalistka, autorka piosenek i producentka muzyczna. Założycielka duetu Goldfrapp, działającego od 1999 roku.

## Kariera

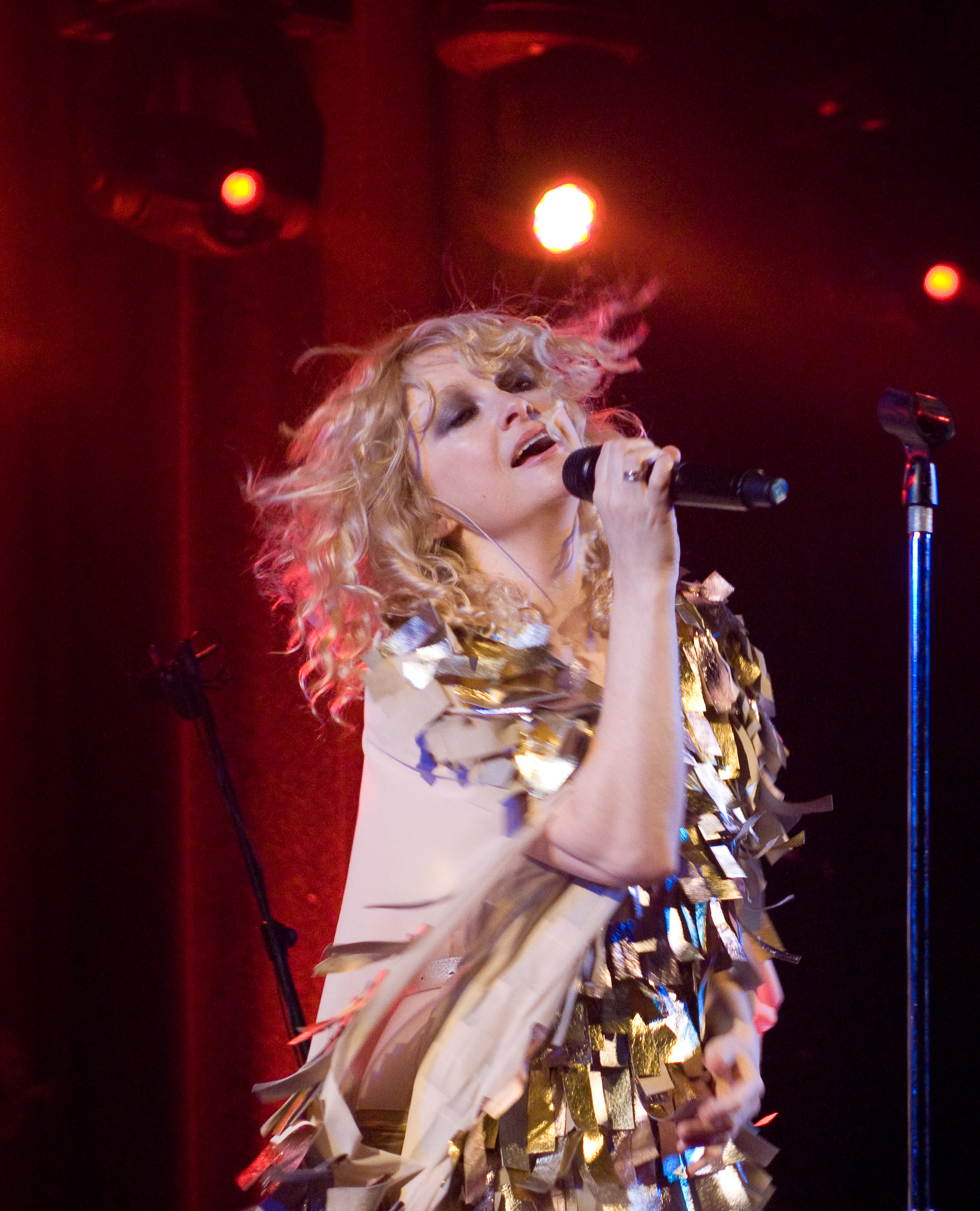
Podczas koncertu w Oxfordzie, 2010

W 1994 roku udzieliła się wokalnie na płytach zespołów Orbital i Dreadzone. Współpracowała z Trickym przy nagraniu jego singla „Pumpkin”.
W 1999 poznała kompozytora Willa Gregory’ego, z którym założyła duet o nazwie Goldfrapp. Muzycy związali się z wytwórnią Mute Records i w kolejnym roku wydali pierwszą płytę, Felt Mountain, która otrzymała pozytywne recenzje i osiągnęła umiarkowany sukces komercyjny. Alison nagrała też wokale na płytę OVO Petera Gabriela. W 2003 i 2005 duet wydał kolejno płyty Black Cherry i Supernature – każda sprzedała się lepiej niż poprzednia. Pochodziły z nich przeboje „Strict Machine”, „Ooh La La” i „Number 1”. Z kolei płyta Seventh Tree (2008) osiągnęła nieco mniejszy sukces, choć zawierała popularny singel „A&E”.
W 2009 Alison otrzymała honorowy doktorat z muzyki Uniwersytetu w Portsmouth. W 2010 ukazał się album Head First z przebojem „Rocket”, a następnie Tales of Us (2013) i Silver Eye (2017).
W 2022 roku Alison pojawiła się na dwóch singlach duetu Röyksopp, „Impossible” i „The Night”, tym razem pod pełnym imieniem i nazwiskiem. W maju 2023 artystka wydała pierwszy solowy album, The Love Invention, który dotarł do 6. miejsca listy sprzedaży w Wielkiej Brytanii, a także m.in. do top 40 w Szwajcarii i Niemczech.

## Życie prywatne
Jest biseksualistką – na początku 2010 roku ogłosiła swój związek z edytorką filmową Lisą Gunning. W listopadzie 2020 potwierdziła, że jej partnerem jest architekt Peter Culley.
Ma dysleksję.

## Dyskografia

### Albumy studyjne
- The Love Invention (2023)

### Single
- „Digging Deeper” (oraz Claptone) (2023)
- „Fever” (oraz Paul Woolford) (2023)
- „So Hard So Hot” (2023)
- „NeverStop” (2023)
- „Love Invention” (2023)
- „The Beat Divine” (2023)